# Serge Breuvart
Serge Breuvart, né le 11 mai 1943, est un footballeur français  

## Carrière de joueur
Cet ailier joue à Valenciennes. Il fait ses débuts en équipe première en fin de saison 1961-1962, qui voit le club être promu en première division. Âgé de 19 ans, il marque lors de son premier match en D1, face au RC Strasbourg battu 4-0, et joue trois autres matchs de championnat pendant l'automne. Il ne joue plus pendant pratiquement un an et fait son retour en début de saison suivante. Il joue les six premiers matchs de la saison, puis disparaît de l'équipe plusieurs mois. 
Le 9 février 1964, il retrouve les terrains en Coupe de France face à l'AS Saint-Étienne, au Parc des Princes à Paris. Il ouvre le score et son équipe l'emporte 2-1 grâce à un but en prolongation. Mais il se blesse sérieusement en percutant le gardien stéphanois Pierre Bernard. Alors qu'il n'a pas encore 21 ans, il ne jouera plus ensuite au football au niveau professionnel.